# هجوم خناصر 2016
هجوم خناصر 2016 هو عملية عسكرية قام بها تنظيم داعش و‌جند الأقصى أثناء الحرب الأهلية السورية، بهدف قطع طريق الإمداد الوحيد في الجزء الشمالي من محافظة حلب الذي يمر عبر بلدة خناصر.

## الهجوم
في الساعة 10 مساءً من يوم 21 فبراير، أطلق داعش الهجوم. في اليوم التالي، قام مسلحون من كل من داعش وجند الأقصى المرتبط بالقاعدة بالاستيلاء على قرية رسم النفل، بالإضافة إلى نقطتين أخريين على طول طريق خناصر-حلب، قاطعين طريق الإمداد الوحيد للحكومة السورية إلى مدينة حلب. وشرع الجهاديون بعد ذلك في الاستيلاء على ست قرى أخرى وتلة. وأرسلت قافلة من التعزيزات من بلدة السفيرة، تتألف من ميليشيا لواء القدس الفلسطينية الموالية للحكومة، لإعادة فتح الطريق وبحلول نهاية اليوم كانت قد استعادت التل.
وفي 23 فبراير، أرسلت أيضًا وحدتان من وحدة القوات الخاصة التابعة للجيش السوري، تعرف باسم قوات النمر، للمساعدة في إعادة بسط السيطرة على الطريق. وفي الوقت نفسه، شنت داعش هجومًا على بلدة خناصر، بقيادة محمودجان أتيش، الذي بدأ بهجوم انتحاري فاشل بسيارة مفخخة على نقطة تفتيش في ضواحيها. وعلى مدار الصباح، استعاد الجيش أربعة مواقع من أصل سبعة كانوا قد فقدواها على الطريق، ولكن داعش تمكن في نهاية المطاف من السيطرة على خناصر. في فترة ما بعد الظهر، أطلقت قوات النمر هجوم مضاد عام مع وابل من الصواريخ، تلاه هجوم دبابات. وقد انتظر الجيش السوري قبل الدخول إلى القرى التي استولت عليها القوات المسلحة، حتى تبددت الضربات الجوية الروسية. وقد أطلق الهجوم المضاد من جناحين، حيث اعتدت قوات النمر و‌حزب الله على رسم النفل من الشمال، بينما تقدم الجيش ولواء القدس من الجنوب نحو خناصر. في المساء، استولت القوات الحكومية على تل السيريتل، خارج خناصر، ورسم النفل.
وفي صباح اليوم التالي، دخل الجيش السوري من جديد خناصر وقرية أخرى. وفي وقت لاحق، تمكنوا من الاستيلاء علي تل الزعرور، بينما كانوا يتقدمون أيضًا إلى المنطقة الوسطى في خناصر. في هذا الوقت، أدى قطع الطريق الذي قامت به داعش إلى ارتفاع أسعار المواد الغذائية والإمدادات الطبية في مدينة حلب بشكل كبير. وفي 25 فبراير، استعادت قوات النمر وحلفاءها السيطرة على خناصر، بينما لا تزال عدة تلال خارج البلدة تحت سيطرة داعش. ثم تقدم الجيش إلى الشمال من خناصر واستولى على قرية المغيرات المجاورة، إلى جانب أربعة قمم التلال شمالها (بما في ذلك تلة البيضا). وفي الوقت نفسه، استولت القوات الحكومية المتقدمة من الشمال على شلالة الكبيرة، التي اخترقتها في اليوم السابق بمساعدة الضربات الجوية الروسية. وبنهاية اليوم، وصلت القوات الحكومية إلى قريتين أخريين وبدأت تستعد لشن هجوم جديد في الصباح التالي.
وفي وقت مبكر من يوم 26 فبراير، حقق الجيش السوري مزيدًا من التقدم، وقام باستعادة ثلاث قرى. التقدم المحرز تقريبًا حاصر قوات داعش في جيب القرى جنوب غرب سبخة الجبول. وفي وقت لاحق من اليوم، استولى الجيش على القرى الأربع المتبقية التي احتجزها التنظيم، مما أدى إلى تطهير الطريق المؤدي إلى حلب. ومع ذلك، في أماكن أخرى، سيطرت داعش على قرية بالقرب من جبل الحمام، الذي يطل على طريق الإمداد. أفادت التقارير بأن القوات الحكومية أعادت تأمين القرية في اليوم التالي.
وفي 28 فبراير، استولى الجيش السوري علي قريتين ونقطتين جبليتين بالقرب من خناصر. وفي الوقت نفسه، استولى الجيش السوري في أماكن أخرى على النقطة الأخيرة على طريق الشيخ هلال-إثريا التي كانت محتجزة لدى داعش. في 29 فبراير، أعيد فتح الطريق المؤدي إلى مدينة حلب مرة أخرى.

## ما بعد
في الفترة بين 9 و10 مارس، استولت القوات الحكومية على 13 قرية كانت في السابق محتجزة لدى داعش، بالقرب من الضفة الجنوبية لسبخة الجبول، أجبرت داعش على إقامة خط دفاعي جديد شرق السبخة.
وفي 14 أبريل، شنت داعش هجومًا آخر على خناصر، وفي اليوم التالي استولت على التلال القريبة من البلدة، حقل دريهم النفطي و10 قرى. كما استولوا على مخبأ كبير للأسلحة والذخائر والعديد من المدرعات. وفي 16 أبريل، أرسلت تعزيزات من الجيش السوري إلى المنطقة، وفي المساء استعادوا جميع الأراضي التي فقدواها، باستثناء حقل النفط.
وفي الفترة ما بين 26 يناير و12 فبراير 2017، وقع قتال عنيف بالقرب من خناصر مع القتال كرًا وفرًا. وفي 12 فبراير، قتل 39 مقاتلًا مواليًا للحكومة وما لا يقل عن 12 من المسلحين التابعين لداعش في هجوم قامت به داعش شرق خناصر وجنوب سبخة الجبول. وقرب نهاية فبراير، استولى الحرس الجمهوري على قرية أم ميال، شرق الطريق السريع، إلى جانب التلال المتاخمة.